# Berkovski Prelogi
Berkovski Prelogi je naselje u slovenskoj Općini Križevcima. Berkovski Prelogi se nalazi u pokrajini Štajerskoj i statističkoj regiji Pomurju. 

## Stanovništvo
Prema popisu stanovništva iz 2002. godine naselje je imalo 38 stanovnika.